# Dasiops latiterebra
Dasiops latiterebra är en tvåvingeart som först beskrevs av Leander Czerny 1934.  Dasiops latiterebra ingår i släktet Dasiops och familjen stjärtflugor. Arten är reproducerande i Sverige. Inga underarter finns listade i Catalogue of Life.